# Lúcio Cecílio Metelo Dalmático
Lúcio Cecílio Metelo Dalmático (em latim: Lucius Caecilius Metellus Dalmaticus) foi um político da gente Aurélia da República Romana eleito cônsul em 119 a.C. com Lúcio Aurélio Cota. Foi pontífice máximo entre 115 e 103 a.C.. Era filho de Lúcio Cecílio Metelo Calvo, cônsul em 142 a.C., e irmão de Quinto Cecílio Metelo Numídico, cônsul em 109 a.C.. Teve pelo menos dois filhos, Lúcio Cecílio Metelo, cônsul em 68 a.C., e Marco Cecílio Metelo, pretor em 69 a.C.. Sua filha, Cecília Metela Dalmática, casou-se com Marco Emílio Escauro. Quando ele, que era o príncipe do senado, morreu durante a Guerra Social, Metela Dalmática casou-se com Lúcio Cornélio Sula, com quem teve os gêmeos Fausta Cornélia e Fausto Cornélio Sula.
Além disso, era primo de Quinto Cecílio Metelo Baleárico, Lúcio Cecílio Metelo Diademado, Marco Cecílio Metelo e Caio Cecílio Metelo Caprário, cônsules em 123, 117, 115 e 113 a.C. respectivamente.

## Carreira
Metelo nasceu ao redor de 160 a.C. e, já no Senado Romano, juntou-se à facção dos optimates (os aristocratas), aliado político de Marco Emílio Escauro, Quinto Cecílio Metelo Numídico, Cneu Domício Enobarbo e Quinto Lutácio Cátulo, entre outros.
Em 119 a.C., foi eleito cônsul com Lúcio Aurélio Cota e, tomado pelo desejo de realizar um triunfo, declarou guerra aos dálmatas, um povo que vivia pacificamente no território da moderna Croácia e que nada havia feito contra a República. Eles inclusive não levantaram nenhum tipo de resistência armada. Depois de invernar em Salona, a capital dálmata, Metelo regressou a Roma, pediu e conseguiu a honra de realizar um triunfo, além de incorporar o agnome "Dalmático" ao seu nome. Com o butim saqueado nesta pseudo-guerra, Dalmático restaurou o Templo de Castor e Pólux no Fórum Romano.
Quatro anos depois, ele foi eleito censor com seu aliado Cneu Domício Enobarbo e os dois expulsaram 32 senadores, entre os quaise Caio Licínio Geta (que seria censor anos mais tarde). Foi eleito também pontífice máximo. Em 114 a.C., como responsável pela disciplina do Colégio das Vestais, julgou a conduta de três vestais, denunciadas por terem perdido a virgindade e de terem muitos amantes. Num julgamento inconsistente, ele condenou à morte uma delas e absolveu as outras duas. A indignação popular foi tamanha que o caso teve que ser julgado novamente no ano seguinte, desta vez por Lúcio Cássio Longino Rávila, conhecido por sua severidade. Ele condenou as outras duas vestais à morte também.
Ainda estava vivo em 100 a.C., pois foi mencionado como um dos senadores mais prestigiosos que lutaram contra o tribuno da plebe Lúcio Apuleio Saturnino, contribuindo para permitir o retorno à Roma de seu irmão, Metelo Numídico, que havia sido exilado por se recusar a jurar a uma lei imposta por Saturnino.